# Lemberg, Moselle
Lemberg är en kommun i departementet Moselle i regionen Grand Est (tidigare regionen Lorraine) i nordöstra Frankrike. Kommunen ligger i kantonen Bitche som tillhör arrondissementet Sarreguemines. År 2022 hade Lemberg 1 427 invånare.

## Befolkningsutveckling
Antalet invånare i kommunen Lemberg
| Referens: INSEE |